# Tadeusz Hilarowicz
Tadeusz Hilarowicz (ur. 20 grudnia 1887 w Warszawie, zm. 5 lipca 1958 w Łodzi) – polski prawnik, profesor nauk prawnych, specjalista w zakresie prawa administracyjnego, nauczyciel akademicki, działacz społeczny i polityczny.

## Życiorys
Był synem Józefa Nusbauma-Hilarowicza i Rozalii z Głębockich, bratem Henryka oraz wnukiem Hilarego.
Ukończył gimnazjum we Lwowie (1906), a także studia na Wydziale Prawa Uniwersytetu Lwowskiego (1910). W 1912 doktoryzował się z dziedziny prawa. Przed I wojną światową kształcił się na uczelniach w Berlinie i Paryżu. Pracował w administracji publicznej Austro-Węgier i II RP. W latach 1920–1921 pełnił funkcję referenta spraw spisko-orawskich przy Delegacie Rządu dla Małopolski. W okresie 1918–1920 był zastępcą profesora na Katolickim Uniwersytecie Lubelskim. Był docentem i profesorem prawa administracyjnego Wolnej Wszechnicy w Warszawie i Łodzi (1922–1939). W 1929 uzyskał prawo do prowadzenia wykładów z dziedziny prawa administracyjnego na Wydziale Prawa Uniwersytetu Jagiellońskiego. Specjalizował się w prawie administracyjnym, konstytucyjnym, kościelnym, autorskim, a także sanitarnym. Wydał liczne prace poświęcone prawu administracyjnemu, w tym: „Zasada swobodnego ocenienia w nauce administracyi i w prawie administracyjnem austryackiem” (1917), „Środki prawne w polskiem postępowaniu administracyjno-politycznem na obszarze b. Królestwa kongresowego i Małopolski” (1923), „Najwyższy Trybunał Administracyjny i jego kompetencja” (1925), a także „Wprowadzenie w praktykę administracyjną” (1928).
Od 1921 do 1939 wykładał również w Szkole Dziennikarskiej przy Wolnej Wszechnicy Polskiej. W latach 30. wykładał też prawo administracyjne Polski w Wyższej Szkole Dziennikarskiej w Warszawie i był członkiem zwyczajnym Towarzystwa WSD. Był wykładowcą Szkoły Głównej Gospodarstwa Wiejskiego (od 1922). Był zapraszany na wykłady zagraniczne: w 1925 wykładał w Królestwie Serbów, Chorwatów i Słoweńców (Belgrad – Zagrzeb – Lublana), w następnym roku w Rumunii (Bukareszt).
Pełnił funkcję wiceprezesa Polskiego Instytutu Administracji i Zarządzania Stowarzyszenia Urzędników Państwowych. Był członkiem korespondentem Akademii Stanisława w Nancy, a także honorowym członkiem Rumuńskiego Instytutu Nauk Administracyjnych. Działał w Bezpartyjnym Bloku Współpracy z Rządem, stał na czele jednego z oddziałów Ligi Morskiej i Kolonialnej. Związany z Królestwem SHS i Jugosławią, sprawował funkcję przewodniczącego Stowarzyszenia Przyjaźni Jugosłowiańskiej, a także prezesa Polsko-Jugosłowiańskiego Towarzystwa Naukowego. Był jednocześnie prezesem Zarządu „Domu Polskiego nad Adriatykiem” w Splicie, następnie zaś członkiem jego rady nadzorczej.
W czasie II wojny światowej wykładał na tajnych kompletach w SGGW (1943–1944). W jego domu odbywały się również konspiracyjne posiedzenia Polskiego Instytutu Prawa Administracyjnego. Po zakończeniu wojny organizował Wyższą Szkołę Nauk Administracyjnych w Łodzi, której był rektorem (1945–1947) i wykładowcą. Pełnił obowiązki rektora Akademii Służby Publicznej przy WSNA, a także dyrektora studium dziennikarsko-publicystycznego działającego przy Akademii. W tymże studium wykładał m.in. prawo prasowe. Prowadził również wykłady na SGGW i Uniwersytecie Jagiellońskim, a także w Szkole Prawniczej Ministerstwa Sprawiedliwości. Zorganizował Akademię Administracji w Olsztynie, zostając jej rektorem. Działał na rzecz Warmii i Mazur. Był członkiem Warmińskiego Towarzystwa Naukowego. Pełnił funkcję wiceprezesa łódzkiego Komitetu Przyjaciół Warmii i Mazurów, który organizował m.in. kolonie dla autochtonów z województwa olsztyńskiego. Opowiadał się za utworzeniem w Olsztynie wyższej uczelni. Udzielał się również na niwie serbołużyckiej, był  m.in. przewodniczącym Komitetu Propagandy Państwowości Łużyckiej w Łodzi. Wykładał w Seminarium Duchownym w Łodzi.
Od 1945 działał w Stronnictwie Demokratycznym, był m.in. kierownikiem Wydziału Administracyjno-Samorządowego Wojewódzkiego Komitetu SD w Łodzi oraz członkiem Rady Administracyjno-Samorządowej przy Centralnym Komitecie SD. Zasiadał w Radzie Naczelnej Stronnictwa (1949–1954). Sprawował mandat radnego Dzielnicowej Rady Narodowej Łódź – Śródmieście z rekomendacji SD oraz mandat radnego Miejskiej Rady Narodowej Łodzi. Był szefem Dzielnicowego Klubu Radnych SD oraz Komisji Koordynacyjnej Klubów Radnych SD w Łodzi. W latach 50. był przewodniczącym Koła Nauczycielskiego SD w Łodzi.
Od marca 1947 praktykował jako adwokat. Był członkiem Zespołu Adwokackiego nr 9 w Łodzi. Zasiadał we władzach Zrzeszenia Prawników Polskich okręgu łódzkiego.
Odznaczony m.in. Złotym Krzyżem Zasługi, Medalem Zwycięstwa i Wolności 1945, Medalem 10-Lecia Polski Ludowej, Krzyżem Komandorskim Orderu Odrodzenia Polski, a także Orderem św. Sawy III klasy.
Żonaty z Jadwigą Bogucką (Hilarowiczową). Miał córkę Marię (Hilarowiczównę). Zmarł w 1958 w Łodzi. Został pochowany na Starym Cmentarzu w Łodzi.